# Station Caulnes
Station Caulnes is een spoorweghalte in de Franse gemeente Caulnes. Zij wordt bediend door treinen van het netwerk TER Bretagne op het traject Rennes - Saint-Brieuc.